# Lutz Seiler

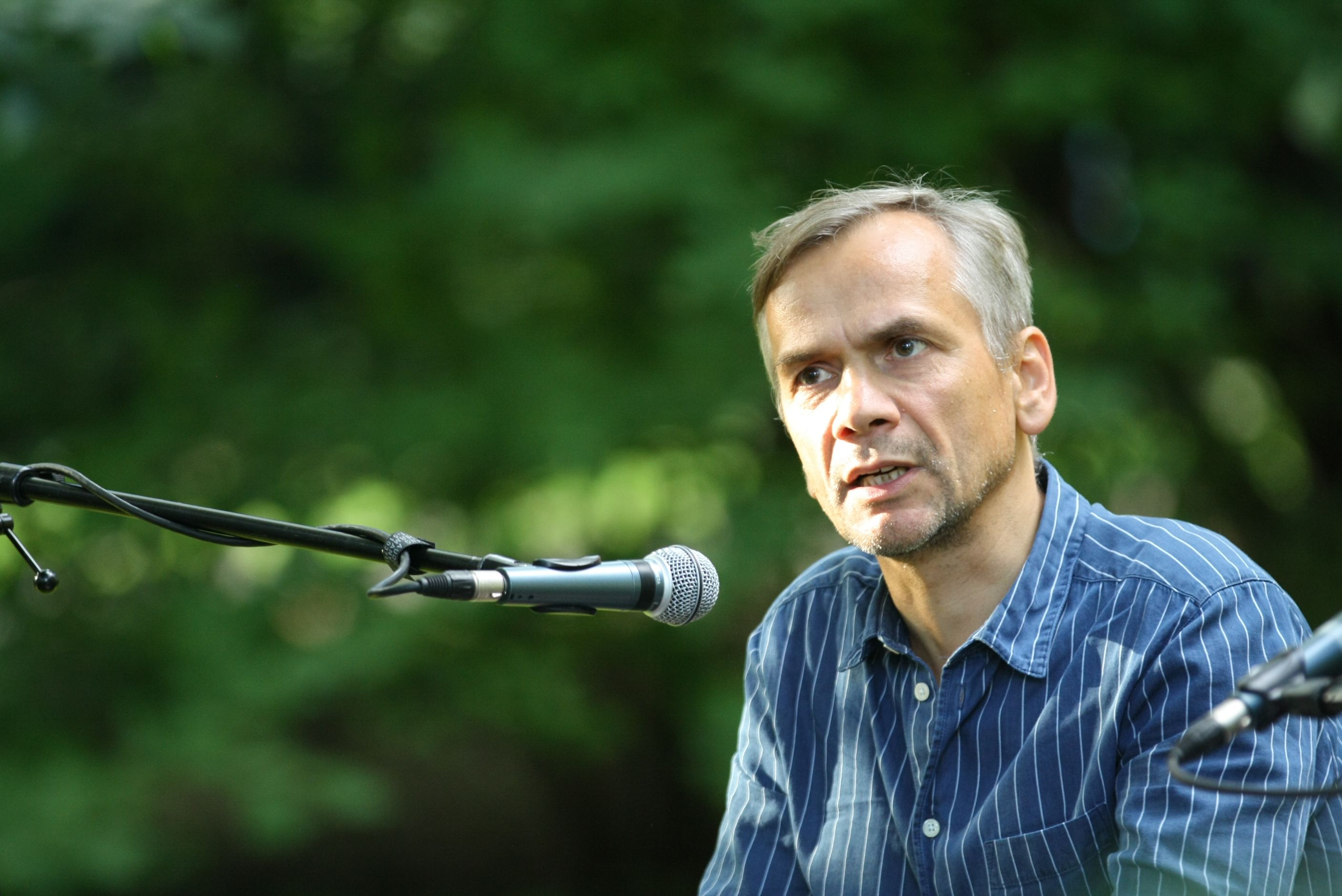
Lutz Seiler stellt auf dem Erlanger Poetenfest 2014 seinen Roman Kruso vor

Lutz Reinhard Seiler (* 8. Juni 1963 in Gera) ist ein deutscher Schriftsteller. Er trat zunächst vor allem als Lyriker hervor. Für seinen Debütroman Kruso wurde er 2014 mit dem Deutschen Buchpreis ausgezeichnet. 2020 erhielt er den Preis der Leipziger Buchmesse für seinen Roman Stern 111. 2023 erhielt er den Georg-Büchner-Preis.

## Leben
Lutz Seiler wuchs in Ostthüringen auf. Sein Heimatdorf Culmitzsch wurde 1968 für den Uranerzbergbau der SDAG Wismut devastiert. Die Familie zog nach Korbußen, bis ihr eine Neubauwohnung in Gera-Langenberg zugewiesen wurde. Hier besuchte Seiler die Polytechnische Oberschule „Bruno Kühn“. In Gera schloss er eine Berufsausbildung mit Abitur als Baufacharbeiter ab und arbeitete als Zimmermann und Maurer. Er absolvierte in Merseburg den Grundwehrdienst in der Nationalen Volksarmee (NVA).
In dieser Zeit interessierte er sich für Literatur und begann, selbst zu schreiben. Im Sommer 1989 arbeitete Seiler als Saisonkraft auf der Insel Hiddensee; eine Erfahrung, die er später in seinem Romandebüt Kruso verarbeitete. Bis Anfang 1990 studierte er Geschichte und Germanistik (u. a bei Rüdiger Bernhardt, Rüdiger Ziemann und Hans-Georg Werner) an der Martin-Luther-Universität in Halle (Saale). 1990, nach dem Fall der Mauer, ging Seiler nach Berlin, wo er einige Jahre als Kellner arbeitete. Von 1993 bis 1998 war er Mitherausgeber der von ihm mit begründeten Literaturzeitschrift moosbrand. 1997 übernahm er die Leitung des literarischen Programms im Peter-Huchel-Haus in Wilhelmshorst bei Potsdam. 
2004/2005 war er als Gastprofessor am Deutschen Literaturinstitut in Leipzig tätig.
Seiler lebt als freier Schriftsteller in Wilhelmshorst und Stockholm. Er hat drei Kinder und ist seit 2009 mit einer schwedischen Germanistin verheiratet.
Seit 2005 ist Seiler Mitglied des PEN-Zentrums Deutschland, seit April 2007 Mitglied der Akademie der Wissenschaften und der Literatur Mainz und seit 2010 der Bayerischen Akademie der Schönen Künste, der Sächsischen Akademie der Künste sowie der Akademie der Künste Berlin. 2011 wählte ihn die Deutsche Akademie für Sprache und Dichtung zum Mitglied.
Seiler war Gast der Villa Aurora in Los Angeles und der Deutschen Akademie Rom Villa Massimo. 2015 übernahm er die Heidelberger Poetikdozentur unter dem Motto Laubsäge und Scheinbrücke. Aus der Vorgeschichte des Schreibens.
2007 wurde Lutz Seiler für die Erzählung Turksib mit dem Ingeborg-Bachmann-Preis ausgezeichnet. Sein Erzählband Die Zeitwaage war 2010 für den Preis der Leipziger Buchmesse nominiert. Für sein im September 2014 erschienenes Romandebüt Kruso erhielt er den Deutschen Buchpreis. Der Roman wurde in 22 Sprachen übersetzt, mehrfach für das Theater adaptiert und von der UFA 2018 verfilmt. Für seinen Roman Stern 111 erhielt er 2020 den Preis der Leipziger Buchmesse in der Kategorie „Belletristik“.
Für sein Gesamtwerk wurde ihm 2023 der mit 20.000 Euro dotierte Literaturpreis der Konrad-Adenauer-Stiftung zuerkannt.
Lutz Seiler wurde 2023 der von der Deutschen Akademie für Sprache und Dichtung ausgelobte Georg-Büchner-Preis verliehen. Der mit 50.000 Euro dotierte Preis zählt zu den wichtigsten in der deutschen Literaturszene. Lutz Seiler gehört damit zu den sehr wenigen Autoren, die sowohl mit dem Georg-Büchner-Preis als auch mit dem Preis der Leipziger Buchmesse ausgezeichnet wurden.
Am 23. November 2024 wurde Seiler die Ehrenbürgerschaft der Stadt Gera verliehen und er als „ein herausragender Botschafter seiner Geburtsstadt Gera“ geehrt. „Kein anderer deutscher Schriftsteller als Lutz Seiler wurde in den vergangenen 15 Jahren mit allen bedeutenden deutschsprachigen Literaturpreisen ausgezeichnet“, so Oberbürgermeister Kurt Dannenberg.

## Werk

### Einzeltitel (Lyrik und Prosa)
- berührt / geführt. Gedichte. Oberbaum Verlag, Chemnitz 1995.
- pech & blende. Gedichte. Suhrkamp Verlag, Frankfurt am Main 2000, ISBN 978-3-518-12161-0.
- Heimaten. Mit Anne Duden und Farhad Showghi. Wallstein Verlag, Göttingen 2001, ISBN 978-3-89244-464-0.
- Hubertusweg. Drei Gedichte. Verlag Ulrich Keicher, Warmbronn 2001.
- vierzig kilometer nacht. Gedichte. Suhrkamp Verlag, Frankfurt am Main 2003, ISBN 978-3-518-41457-6.
- Sonntags dachte ich an Gott. Aufsätze. Suhrkamp Verlag, Frankfurt am Main 2004, ISBN 978-3-518-12314-0.
- Die Anrufung. Essay. Verlag Ulrich Keicher, Warmbronn 2005.
- Turksib. Zwei Erzählungen. Suhrkamp Verlag, Frankfurt am Main 2008, ISBN 978-3-518-41968-7.
- Die Zeitwaage. Erzählungen. Suhrkamp Verlag, Frankfurt am Main 2009, ISBN 978-3-518-42115-4.
- Aranka. Gedicht und Kommentar. Verlag Ulrich Keicher, Warmbronn 2010.
- In die Mark. Gedichte. Mit Originalholzschnitten von Stefan Knechtel. Hrsg. von Bettina Haller. Sonnenberg-Presse, Chemnitz 2011.
- im felderlatein. Gedichte. Suhrkamp Verlag, Berlin 2010, ISBN 978-3-518-42169-7.
- Im Kieferngewölbe. Peter Huchel und die Geschichte seines Hauses. Mit Peter Walther und Hendrik Röder. Lukas Verlag, Berlin 2012, ISBN 978-3-86732-142-6.
- Im Kinobunker. Erzählung. Verlag Ulrich Keicher, Warmbronn 2012.
- Kruso. Roman. Suhrkamp Verlag, Berlin 2014, ISBN 978-3-518-42447-6.
- Die römische Saison. Zwei Essays. Mit Zeichnungen von Max P. Häring. Topalian & Milani Verlag, Ulm 2016, ISBN 978-3-946423-03-4.
- Am Kap des guten Abends. Acht Bildgeschichten. Insel Verlag, Berlin 2018 (Insel-Bücherei 1455), ISBN 978-3-458-19455-2.
- Stern 111. Roman. Suhrkamp Verlag, Berlin 2020, ISBN 978-3-518-42925-9.[15]
- Laubsäge und Scheinbrücke. Aus der Vorgeschichte des Schreibens. Heidelberger Poetikvorlesungen, hrsg. von Friederike Reents. Heidelberg 2020, ISBN 978-3-8253-6980-4.
- schrift für blinde riesen. Gedichte. Suhrkamp Verlag, Berlin 2021, ISBN 978-3-518-43000-2.
- Am Bach Nr. 7. Zwei Essays. Verlag Ulrich Keicher, Warmbronn 2024[16].
- Sabrina. Eine Erzählung. Siebenter Druck der Reihe »Paradiesische Dialoge«, herausgegeben von Michael Hametner für den Leipziger Bibliophilen-Abend e. V. im Jahr 2024.[17]

### Herausgabe
- moosbrand. Zeitschrift für Literatur, 1993 bis 1995 als originalgraphische Hefte im Selbstverlag (Mit Klaus Michael), ab 1996 bei Gerhard Wolf Janus press Berlin (ab Heft 5 mit Birgit Dahlke und Peter Walther), Wilhelmshorst/Berlin 1993–1998.
- Jahrbuch der Lyrik 2003. (Mit Christoph Buchwald). C. H. Beck Verlag, München 2002.
- Peter Huchel. (Mit Peter Walther). Edition Text und Kritik, München 2003, ISBN 978-3-88377-727-6.
- Christoph Meckel: Ungefähr ohne Tod im Schatten der Bäume. Ausgewählte Gedichte mit einem Gespräch als Nachwort. München 2003, ISBN 978-3-446-20275-7.
- Oskar Loerke: Sämtliche Gedichte. Hrsg. Uwe Pörksen u. Wolfgang Menzel, mit einem Essay von Lutz Seiler. Wallstein Verlag, Göttingen 2010, ISBN 978-3-8353-0411-6.
- Peter Huchel: Havelnacht. Mit Fotografien von Roger Melis; Gedichtauswahl und Nachwort von Lutz Seiler; Bildauswahl von Mathias Bertram. Insel Verlag, Berlin 2020 (Insel-Bücherei 1487), ISBN 978-3-458-19487-3.
- Andreas Koziol, Menschenkunde. Gedichte, herausgegeben von Lutz Seiler in Zusammenarbeit mit Henryk Gericke. kookbooks Verlag, Berlin 2024, ISBN 978-3-948-33625-7.

### Hörspiele
- Turksib. Regie: Thomas Fritz, Sprecher: Bernhard Schütz, Marina Frenk u. a., MDR, 2011.
- Kruso, Bearbeitung und Regie: Ulrich Gerhardt, Sprecher: Jens Harzer. Deutschlandradio Kultur/MDR, 2015.
- Stern 111, Regie und Bearbeitung: Heike Tauch, Dramaturgie; Juliane Schmidt, u. a. mit Sandra Hüller, André Kaczmarczyk, Boris Alijinovic, Felix Goeser, Katrin Steinke, Tanja Schleiff, RBB Kultur, 2023[18].

### Hörbücher
- 7 Poems by Lutz Seiler. 1 Mini-CD. Accompanied by Anna Homler (Percussion / Voice) and Michael Intriere (Violoncello), Los Angeles 2003.
- vor der zeitrechnung. 1 Audio-CD. Gedichte und eine Erzählung, gelesen von Christian Brückner und vom Autor. Argon Hörbuch Verlag, 2006, ISBN 978-3-935125-64-2.
- Kruso. 9 Audio-CDs. Gelesen von Franz Dinda. Hörbuch Hamburg, 2014, ISBN 978-3-86909-184-6.
- Stern 111. 2 mp3-CDs. Ungekürzte Autorenlesung. Audio Verlag, Berlin 2020, ISBN 978-3-7424-1434-2.

### Übersetzungen
- Georges Castera: Gedichte. In: Vers Schmuggel. Verlag Das Wunderhorn, Heidelberg 2003, ISBN 978-3-88423-208-8.
- Ken Babstock: Gedichte. In: Vers Schmuggel. Verlag Das Wunderhorn, Heidelberg 2008, ISBN 978-3-88423-299-6.
- Ken Babstock: Gedichte. (Aus dem kanadischen Englisch nach Interliniarversionen von Eva Bonné). In: Sprache im technischen Zeitalter. Heft 202, Juli 2012, ISBN 978-3-412-22327-4.
- Saihate Tahi: Gedichte. In: Eine raffinierte Grenze aus Licht. Japanische Dichtung der Gegenwart. Göttingen 2023, ISBN 978-3-8353-5432-6.[19][20]

### Beiträge in Anthologien (Auswahl)
- Temperamente, Blätter für junge Literatur. Hefte 1/1987 und 2/1988. Verlag Neues Leben, Berlin, ISBN 3-355-00503-7 und 3-355-00753-6.
- Karl Otto Conrady (Hrsg.): Der Große Conrady. Das Buch deutscher Gedichte. Von den Anfängen bis zur Gegenwart. Düsseldorf 2008.
- Christoph Buchwald (Hrsg.): Jahrbuch der Lyrik. Frankfurt am Main, diverse Jahrgänge.
- Christiane Collorio, Peter Hamm, Harald Hartung, Michael Krüger (Hrsg.): Lyrikstimmen. Die Bibliothek der Poeten. Hörverlag, München 2009, ISBN 978-3-86717-338-4.
- Ron Winkler (Hrsg.): Schneegedichte. Frankfurt am Main 2011.
- Martin Jankowski (Hrsg.): Nachtbus nach Mitte. Berlin 2016, ISBN 978-3-945256-55-8.
- Anja Bayer, Daniela Seel (Hrsg.): all dies hier, Majestät, ist deins – Lyrik im Anthropozän. kookbooks, Berlin 2016, ISBN 978-3-937445-80-9.

### Übersetzungen von Seilers Werken ins Englische
- In the year one. Selected Poems. Übersetzt von Tony Frazer, Auswahl aus pech & blende und vierzig kilometer nacht. Sydney 2005, ISBN 1-920882-11-1.
- Poems. Übersetzt von Andrew Duncan. Duration Press, 2005.
- Kruso. Übersetzt von Tess Lewis. Scribe Publications, Melbourne / London 2017, ISBN 978-1-911344-00-1.
- in field latin. Poems. Übersetzt von Alexander Booth. Übersetzung von im felderlatein. Seagull Books, London/New York/Calcutta 2015, ISBN 978-0-85742-336-8.
- Pitch & Glint. Poems. Übersetzt ins Englische von Stefan Tobler. And Other Stories, Sheffield-London-New York 2023.[21]
- Star 111, Roman. Übersetzt ins Englische von Tess Lewis. And Other Stories, Sheffield-London-New York 2023.[22]
- In Case of Loss, Essays, übersetzt ins Englische von Martyn Crucefix. And Other Stories, Sheffield-London-New York 2023.[23]

### Übersetzungen von Lutz Seilers Werken ins Französische
- 2006: « Gelobtes Land/Terre promise », übers. Marion Graf, in Revue de Belles-Lettres 1-4.
- 2009: Le Pèse-temps (Die Zeitwaage, Titelerzählung), übers. Bernard Banoun, in L’Ombre du mur. Chroniques du mur de Berlin, Paris, Éditions des Syrtes, 2009, S. 113-131.
- 2015: Le Poids du temps (Die Zeitwaage) über. Uta Müller und Denis Denjean, Lagrasse, éditions Verdier, coll. « Der Doppelganger », Nachwort Jean-Yves Masson, 2015.
- 2018: Kruso, übers. Uta Müller und Bernard Banoun, Lagrasse, éditions Verdier, coll. « Der Doppelganger », Nachwort  Jean-Yves Masson, 2018.
- 2019: „Stern 111“, in la mer gelée 9 Or/Gold, deutsch/französisch, übers. Bernard Banoun & Kai Stefan Fritsch (dieser Text ist kein Auszug aus dem gleichnamigen Roman)
- 2022: Stern 111, über. Philippe Giraudon, Verdier, 2022.

- 9 Gedichte auf Französisch auf lyrikline.org

## Auszeichnungen
- 1999: Kranichsteiner Literaturpreis
- 2000: Lyrikpreis Meran
- 2000: Dresdner Lyrikpreis[24]
- 2002: Anna-Seghers-Preis
- 2003: Ernst-Meister-Preis für Lyrik[25]
- 2003: Stipendium der Villa Aurora in Los Angeles
- 2004: Bremer Literaturpreis
- 2005: Preis der SWR-Bestenliste
- 2007: Ingeborg-Bachmann-Preis
- 2009: Harald-Gerlach-Literaturstipendium des Landes Thüringen
- 2010: Nominierung zum Preis der Leipziger Buchmesse mit Die Zeitwaage
- 2010: Deutscher Erzählerpreis (für Die Zeitwaage)[26]
- 2010: Fontane-Literaturpreis der Stadt Neuruppin (für Die Zeitwaage)
- 2011: Stipendium der Deutschen Akademie Rom Villa Massimo
- 2012: Christian-Wagner-Preis
- 2012: Rainer-Malkowski-Preis (geteilt)
- 2014: Mainzer Poetikdozentur
- 2014: Uwe-Johnson-Preis (für Kruso)[27]
- 2014: Deutscher Buchpreis (für Kruso)
- 2015: Marie Luise Kaschnitz-Preis[28]
- 2015: Heidelberger Poetikdozentur der Ruprecht-Karls-Universität
- 2017: Thüringer Literaturpreis[29]
- 2020: Preis der Leipziger Buchmesse in der Kategorie „Belletristik“ (für Stern 111)
- 2020: Kakehashi-Literaturpreis 2020 (für Kruso)
- 2022: Gastprofessur am Forschungsverbund „Diktaturerfahrung und Transformation“ der Friedrich-Schiller-Universität Jena
- 2023: Literaturpreis der Konrad-Adenauer-Stiftung[30]
- 2023: Bertolt-Brecht-Preis[31]
- 2023:  Berliner Literaturpreis
- 2023: Bamberger Poetikprofessur[32]
- 2023: Georg-Büchner-Preis[33][34]
- 2024: Bundesverdienstkreuz am Bande[35]